# Bergman's Autodienst

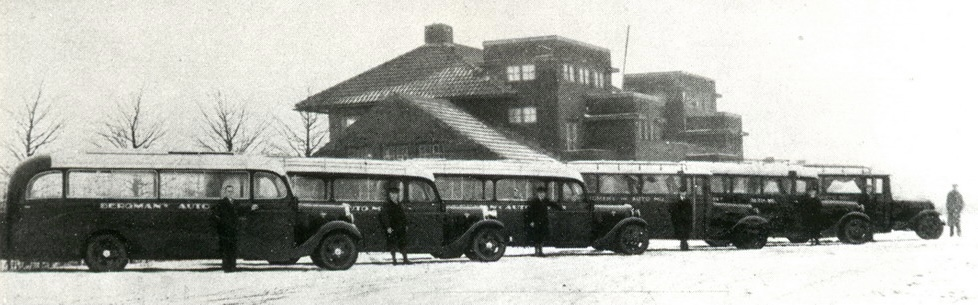
Een aantal bussen van Bergman in 1936, opgesteld langs de Havenstraat in Ter Apel

Bergman's Autodienst is een Nederlands vervoerbedrijf, gevestigd in Ter Apel, dat bestond van 1923 tot 1974. De oprichter en eigenaar was Frits Bergman, die in de jaren twintig en dertig vanuit Ter Apel diverse autobusdiensten opzette. Tot 1958 verzorgde het bedrijf lijndiensten in Groningen en Drenthe, daarna werd het als touringcarbedrijf De Zwaluw nog zestien jaar voortgezet.

## Lijndiensten
In juli 1927, bij het ingaan van het provinciale vergunningenstelsel voor autobusdiensten  ontving Bergman goedkeuring van Gedeputeerde Staten van Drenthe voor een autobusdienst Emmercompascuum – Emmer-Erfscheidenveen – Emmen. Op 3 juni 1930 weigerden Gedeputeerde Staten het bedrijf een vergunning te geven voor een autobusdienst op werkdagen tussen Emmen en Assen, maar Bergman ging daartegen in beroep. In april 1931 werd het besluit van Gedeputeerde Staten door de rechtbank ongegrond verklaard. Eind jaren 30 onderhield  Bergman vanuit Assen een lijndienst via Stadskanaal, Musselkanaal en Ter Apel naar Emmen. Na het uitbreken van de Tweede Wereldoorlog kreeg Bergman ontheffing om met autobussen op het traject Emmen - Ter Apel - Stadskanaal - Assen te rijden.
In 1948 kreeg streekvervoerder GADO te Hoogezand, een volledige dochteronderneming van de Nederlandse Spoorwegen, de concessie voor het vervoergebied in het zuidoostelijk deel van de provincie Groningen en het aangrenzende deel van Drenthe. Particuliere vervoerders zoals Bergman kregen geen eigen trajectvergunning meer, maar er werd overeengekomen dat Bergman de GADO-autobuslijn 16 Emmen - Ter Apel nog tien jaar voor eigen rekening, maar op naam van GADO, mocht uitvoeren. Tot 1952 kwamen de Bergmanbussen binnen het vervoergebied van de GADO vanuit Ter Apel tot in Stadskanaal, Assen, Winschoten en Emmen, daarna nam de GADO de exploitatie zelf volledig over.

## Overname
Het laatste restant van de lijndiensten werd in 1958 opgenomen in de GADO. Bergmans afdeling besloten busvervoer (De Zwaluw) werd in 1974 overgenomen door touringcarbedrijf Sijpkes te Buinerveen/Stadskanaal.